# Follow Your Heart or Fall
Follow Your Heart Or Fall er det tredje og sidste studiealbum af det danske band Warm Guns, der blev udgivet i 1983.

## Trackliste
Side 1
1. "Bedtime Story" (Muhl) - 2:59
2. "I'm Just Blue" (Muhl) - 3:09
3. "Love Waits For No One" (Muhl) - 3:42
4. "The Girl's Not Happy" (Muhl-Hybel/Muhl) - 3:38
5. "Let's Go" (Muhl-Hybel/Muhl) - 3:11

Side 2
1. "Every Teardrop Means A Lot" (Muhl) - 2:48
2. "Someone Who Cares" (Muhl) - 3:56
3. "The Night They Invented Champagne" (Hybel-Muhl/Muhl) - 3:40
4. "The Empty Bed" (Muhl) - 3:13
5. "You Can't Make It Alone" (Muhl) - 3:50

Kilde:

## Medvirkende
- Lars Muhl - vokal & keyboards
- Lars Hybel - guitar (bas på "The Girl's Not Happy")
- Kaj Weber - bas & kor
- Troels Møller - trommer, percussion & kor

Øvrige musikere
- Pete Repete - keyboards
- Jeff King - kor på "The Girl's Not Happy"
- Strygere på "Love Waits For No One" arrangeret af Leif Pedersen

Produktion
- Warm Guns & Nils Henriksen - arrangementer
- Nils Henriksen - producer
- Flemming Rasmussen - teknik
- Ernst M. Jørgensen - supervisor
- M.T. Purse - intellektuelle idéer på "I'm Just Blue"
- Lars "Fawlty" Paulsen - "kicks and refreshments"
- Finn Bjerre - cover design
- Thorkil Gudnason - coverfotos